# Pilar Vélez Vicente
Pilar Vélez Vicente (Barcelona, 2 de febrer de 1957), és historiadora de l'art i gestora cultural. Des de l'any 2012 fins a la seva jubilació el 2022, va ocupar la direcció del Museu del Disseny de Barcelona, producte de la integració de les col·leccions del Museu d'Arts Decoratives, el Museu de Ceràmica, el Museu Tèxtil i de la Indumentària i el Gabinet d'Arts Gràfiques de la ciutat. Pilar Vélez va substituir en el càrrec na Marta Montmany, que es va jubilar durant la primavera de 2012.

## Biografia
El 1986 es doctorà en història de l'art per la Universitat de Barcelona. Del 1986 al 1994, va ser directora del Museu de les Arts Gràfiques. Des del 1995, i fins al 2012, Pilar Vélez ha estat directora del Museu Frederic Marès, una etapa durant la qual el Museu s'ha reafirmat com un centre de referència de l'escultura i el col·leccionisme. El 2011 va finalitzar el projecte de renovació i modernització iniciat el 1996, que ha dotat al museu d'una imatge i unes condicions expositives d'acord tant amb les exigències museogràfiques actuals com amb les necessitats del patrimoni.
Així mateix, Pilar Vélez ha estat la impulsora d'una línia de recerca i publicacions dels seus fons, com també de noves lectures de les seves col·leccions a través de la mirada contemporània. L'ACCA ha atorgat un dels seus Premis 2012 al projecte de renovació del Museu Frederic Marès. Des del 1996 és acadèmica de número de la Reial Acadèmia Catalana de Belles Arts de Sant Jordi i des del 2007 de l'Acadèmia de Bones Lletres de Barcelona.
Acadèmica bibliotecària de 1998 a 2014. Directora del Butlletí de 2004 a 2012.

## Obres
- Eudald Pradell i la tipografia espanyola del segle XVIII (1989)
- El llibre com a obra d'art a la Catalunya vuitcentista. 1850-1910 (1989)
- Xilografies de Josep Obiols (1990)
- Aproximació a l'obra gràfica de Subirachs (1993)
- Centenari Josep Obiols (1984-1994) (1994)
- J. Fín (1916-1969) (1999)
- Joies Masriera. 200 anys d'història (1999)
- Catàleg del Museu de Llotja. Reial Acadèmia Catalana de Belles Arts de Sant Jordi. II- Escultura i medalles (2001)
- Lluís Masriera (2002)
- L'exaltació del llibre al Vuitcents. Art, indústria i consum a Barcelona (ed) (2008).